# Begues
|  | No s'ha de confondre amb Bègues. |

Begues és un municipi de la comarca del Baix Llobregat. La seva població és de 7.429 (2023) habitants. Està situat a 399 m d'alçada i a una distància d'uns 30 km de Barcelona. Bona part del seu territori es troba dins el Parc Natural del Garraf. És el municipi amb el terme municipal més gran del Baix Llobregat (50,44 km²).

## Geografia
El municipi limita al nord amb els termes d'Olivella, Olesa de Bonesvalls, Vallirana i Torrelles de Llobregat; a l'est amb Sant Climent de Llobregat i Gavà, i al sud i sud-oest amb Sitges.
La població s'emplaça dins una petita depressió de caràcter calcari entre els contraforts nord-occidentals del massís del Garraf constituïts per la Serra de la Guàrdia (511 m) al sud-est i la serra de les Conques (532 m) i el Montau (652 m).
- Llista de topònims de Begues (Orografia: muntanyes, serres, collades, indrets..; hidrografia: rius, fonts...; edificis: cases, masies, esglésies, etc).

## Història

### Epipaleolític, fa 11.000 anys
Arran de les troballes fetes en les excavacions de la cova de Can Sadurní podem dir que els primers indicis de vida al poble comencen fa almenys 11.000 anys amb els caçadors-recol·lectors de l'Epipaleolític. Fa uns 7.000 anys, els beguetans del Neolític podrien haver començat a treballar en l'agricultura i la ramaderia mentre continuaven usant les coves i cabanes com a habitatge. És fa uns 2.500 anys que es construiexi al Puig Castellar el primer poblat de pedra.

### El nom de Begues
Trobem, per primera vegada, el nom de Begues l'any 898 en un document on biògrafs musulmans parlen d'una batalla que tingué lloc a Bighash, en el camí de Barcelona. Aquesta citació reforça la creença que aquesta zona era de gran importància estratègica perquè hi passaven els camins des de Barcelona cap al sud.

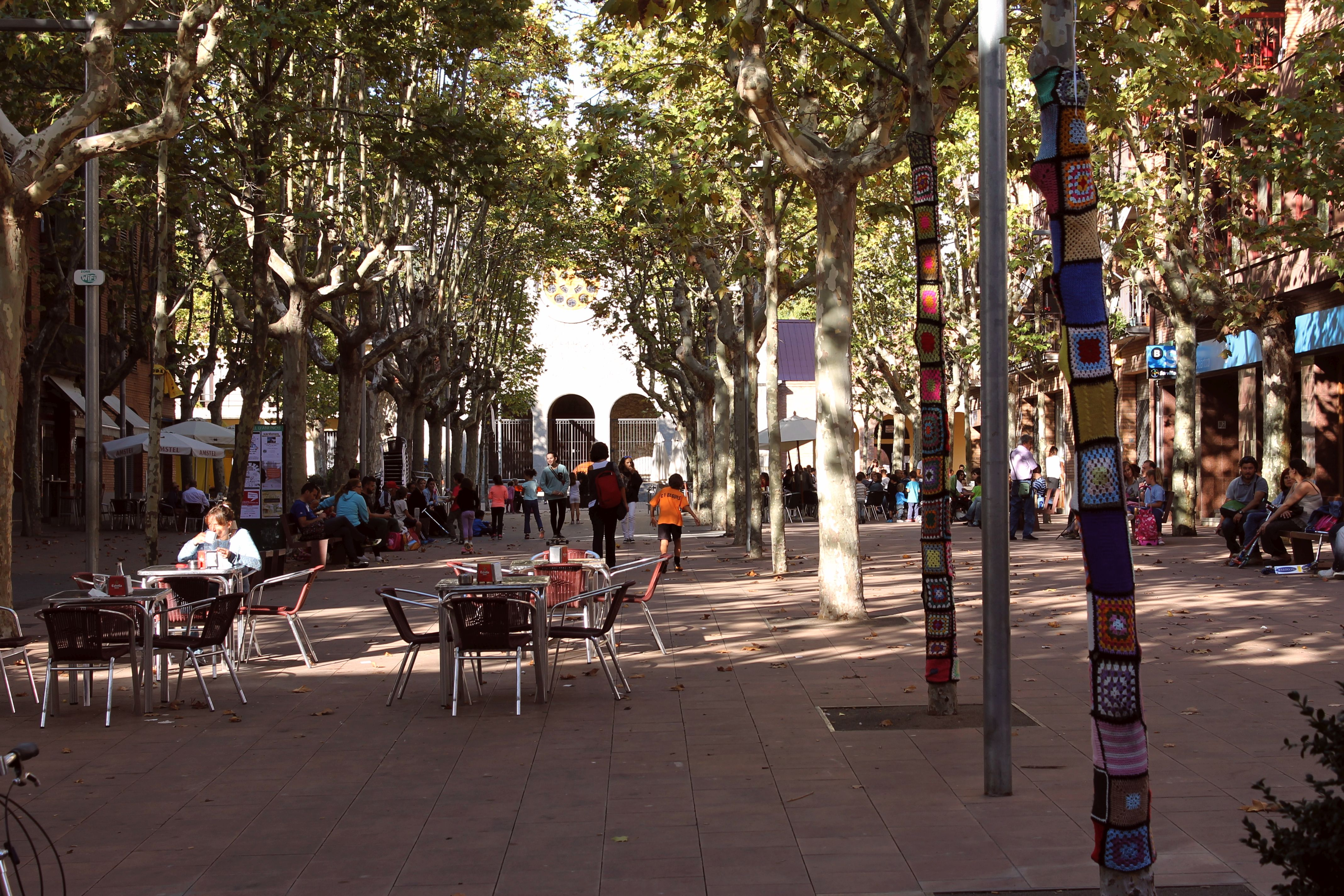
Passeig de l'Església, Begues

A l'aura que s'ha teixit entorn de la figura de Guifré el Pelós, també hi ha contribuït la incertesa del lloc on es produí la seva mort que, per altra banda, ha estat motiu de l'interès dels investigadors de la història de Catalunya. Basant-nos en texts d'historiadors àrabs, aquests fets podrien haver passat en un lloc anomenat Begues, on anys més tard, sorgiria una comunitat que aniria consolidant la seva existència.
En el cartulari de Sant Cugat el nom de Begues queda altra vegada recollit l'any 972. Però no és fins al 981 en un testament sacramental fet a Sant Miquel d'Eramprunyà, pel qual el donador deixa "suum alaude, quod abebat in Begas ad domum s. Christofori" on apareix la referència al poble i a la parròquia. S'entén que l'existència d'una parròquia implica l'existència també d'un grup de població.

### La pagesia
Si en els primers moments de la repoblació aquests pagesos gaudiren de la plena propietat de les seves terres sobre la protecció comtal que els havia atorgat, la seva situació s'anirà complicant a mesura que el procés de feudalització avançarà sobre tota Catalunya.
La pagesia del terme de Begues, havia de mantenir els castlans, sots-castlans, el batlle i la guarnició que defensava el castell, amb els productes del seu treball. N'hi havia prou per mantenir-la amb el temor i la submissió per mitjà de les rondes contínues de les guarnicions del castell, la cavalcada a través dels camps i les garrigues del domini, que imposaven respecte als pagesos, que se sentien vigilats permanentment pels cavallers del castell. Això no vol dir que els interessés gaire afeblir aquesta pagesia, sobre la qual descansava la riquesa dels poderosos, n'hi havia prou amb la seva imponent presència.
A mitjans del segle xi es produeix un creixement de la producció a causa dels avenços en l'utillatge de conreu; una arada de més pes per aprofundir els solcs no beneficia el pagès, que es veu obligat a pagar uns importants tributs que no el deixen més que el necessari per subsistir. Els excedents que no són absorbits per l'expansió demogràfica són confiscats pel senyor. Per contra, quan sobrevé en aquestes condicions una mala anyada, la pagesia coneix les angoixes de la fam.
Pel fogatge de 1515 sabem que a Begues hi havia 17 focs, per l'estructura de la demografia d'Antic Règim, resulta molt difícil poder donar una xifra d'habitants que pugui ser creïble. Cal tenir en compte que les masies ocupaven un nombre variable de mossos i pastors, que després d'un episodi de crisi les cases podien ser les mateixes però el nombre dels seus habitants canviar de manera sensible. La inestabilitat és la constant en aquesta demografia amenaçada sempre per les crisis de subsistència i per l'epidèmia.
Malgrat aquestes febleses Begues creix. El paisatge de Begues ha estat caracteritzat pel seu hàbitat dispers des de l'edat mitjana fins ben avançat el segle xix. Les masies seran d'ençà el segle xv les unitats d'explotació que dominaran l'economia beguetana. A partir de la consolidació del domini útil del s. XVI es va encetar una via de diferenciació interna que comportà la creació d'una classe de pagesos benestants amb un o més masos, aparellada amb l'aparició i multiplicació de grups socials, masovers, mossos, criades i jornalers que depenien d'ells.

## Cultura
Begues gaudeix d'una gran activitat cultural i social. Nombroses associacions dinamitzen aquestes activitats. D'entre alguns esdeveniments destaquen:
- Festa Major d'Estiu (juliol)
- Begues Jazz Camp (agost)
- Mostra d’Entitats (últim diumenge de setembre)
- Festa del Most (tercer cap de setmana d'octubre)
- Programació cultural al Centre Cívic El Roure.

## Eleccions municipals

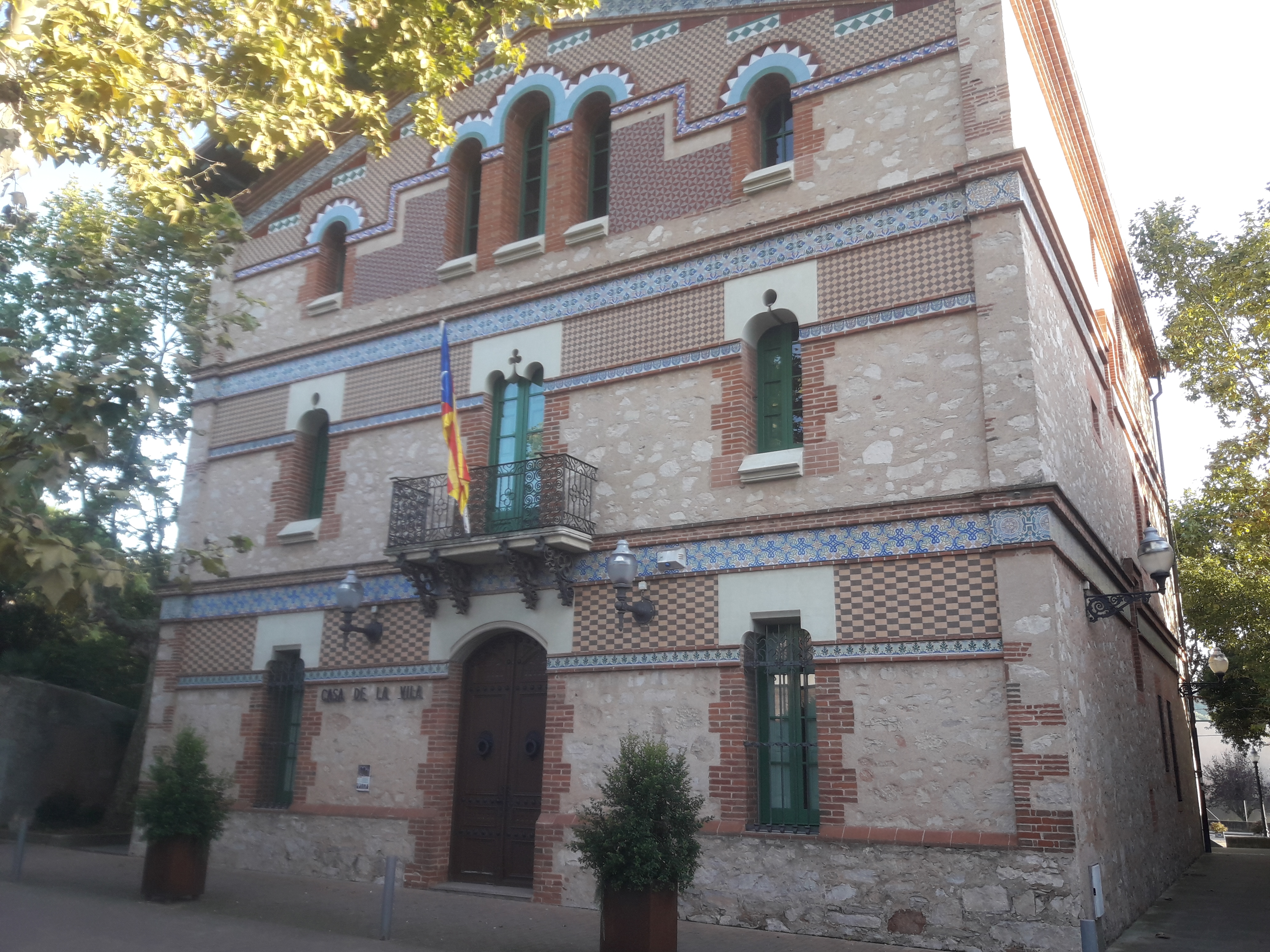
Ajuntament de Begues

### Alcaldes de Begues
Sadurní Vendrell, 12/04/1931 (eleccions i tres repeticions) - 14/01/1934 (eleccions) (Lliga Regionalista / Lliga Catalana)
Josep Sadurní Guasch, dit "el Marroig", 14/01/1934 (eleccions) - 14/11/1934 (destitució) (Agrupació Pau i Progrés, associada a ERC)
Josep Sadurní Guasch, segon cop, febrer 1936 (restitució) - 1937 (ERC)
Joan Esteve Pascual, dit "el Rei", 1937 - gener 1939 (ERC)
| Període     | Alcalde o alcaldessa                         | Partit polític  | Data de possessió     | Observacions |
| ----------- | -------------------------------------------- | --------------- | --------------------- | ------------ |
| 1979–1983   | Josep Tutusaus Viñas Sadurní Vendrell Socias | Independent (a) | 19/04/1979 24/08/1982 | --           |
| 1983–1987   | Sadurní Vendrell Socias                      | CiU             | 28/05/1983            | --           |
| 1987–1991   | Sadurní Vendrell Socias                      | CiU             | 30/06/1987            | --           |
| 1991–1995   | Sadurní Vendrell Socias                      | CiU             | 15/06/1991            | --           |
| 1995–1999   | Joana Maria Badell i Ros                     | Independent (b) | 17/06/1995            | --           |
| 1999–2003   | Joana Maria Badell i Ros                     | Independent (b) | 03/07/1999            | --           |
| 2003–2007   | Joana Maria Badell i Ros                     | Independent (b) | 14/06/2003            | --           |
| 2007–2011   | Ramon Guasch Viñas                           | ICV - EPM       | 16/06/2007            | --           |
| 2011–2015   | Ramon Guasch Viñas Mercè Esteve i Pi         | ICV - E CiU     | 11/06/2011 12/07/2011 | --           |
| 2015–2019   | Mercè Esteve i Pi                            | CiU (c)         | 13/06/2015            | --           |
| 2019-2023   | Mercè Esteve i Pi                            | Junts           | 15/06/2019            | --           |
| Des de 2023 | Mercè Esteve i Pi                            | Junts           | 17/06/2023            | --           |

(a) Agrupació Electoral Independent
(b) Begues Actiu - Units per Begues
(c) des de juliol de 2015, amb la ruptura de CiU, el grup municipal s'adscriu a CDC, i, el juliol de 2016, amb la dissolució d'aquest darrer, passa al PDECAT.

## Demografia[8]
| 1497 f | 1515 f | 1553 f | 1717 | 1787 | 1857 | 1877 | 1887  | 1900  | 1910  |
| ------ | ------ | ------ | ---- | ---- | ---- | ---- | ----- | ----- | ----- |
| 17     | 19     | 20     | 169  | 375  | 799  | 927  | 1.094 | 1.077 | 1.032 |

| 1920  | 1930  | 1940 | 1950 | 1960  | 1970  | 1981  | 1990  | 1992  | 1994  |
| ----- | ----- | ---- | ---- | ----- | ----- | ----- | ----- | ----- | ----- |
| 1.002 | 1.003 | 905  | 968  | 1.043 | 1.403 | 1.323 | 1.920 | 2.163 | 2.163 |

| 1996  | 1998  | 2000  | 2002  | 2004  | 2006  | 2008  | 2010  | 2012  | 2014  |
| ----- | ----- | ----- | ----- | ----- | ----- | ----- | ----- | ----- | ----- |
| 3.105 | 3.580 | 4.189 | 4.775 | 5.284 | 5.699 | 6.078 | 6.348 | 6.520 | 6.620 |

| 2016  | 2018  | 2020  | 2022  | 2024  | 2026 | 2028 | 2030 | 2032 | 2034 |
| ----- | ----- | ----- | ----- | ----- | ---- | ---- | ---- | ---- | ---- |
| 6.736 | 6.961 | 7.300 | 7.450 | 7.462 | -    | -    | -    | -    | -    |

| Entitat de població | Habitants (2024) |
| Begues              | 6.083            |
| Begues Park         | 1.063            |
| Mas Ferrer          | 293              |
| Font: Idescat       |                  |

## Llocs d'interès
- Santa Eulàlia de Begues: petita ermita del poble de Begues dedicada a santa Eulàlia. És situada sobre un petit turó i denomina al barri que hi ha als seus peus. La capella, que podria ser d'origen més antic -segons la tradició popular s'hi trobaren tombes-, és documentada al segle xviii. De planta rectangular, la porta és amb llinda i la coberta, de fusta, de doble vessant. Hi ha un senzill retaule, de la fi del segle xix, dedicat a santa Eulàlia. Cada any per santa Eulàlia (al febrer) i per la Festa del most (tercer diumenge d'octubre) s'hi celebra missa i es reparteixen les tradicionals "coques de santa Eulàlia".
- El Sotarro.
- Penya del Migdia (Begues). El topònim Penya del migdia ha desaparegut, per l'avanç del tall de la pedrera del Montau. Era una penya vertical que, per la seva orientació est-oest, a les 12 del migdia de sol, quedava a l'ombra. Per tant, en desaparèixer no hi ha un nou tall orientat de la mateixa manera que el substitueixi.
- Puig Verdeguer.
- Sant Cristòfor de la Rectoria: És un edifici religiós, situat al barri de la Rectoria, aquesta església està documentada des del 981 en un testament sacramental fet a Sant Miquel d'Eramprunyà.
- Avenc Clos
- Pou de Glaç: Un pou construit al X (d.c) per guardar aliments.

Begues Mil·lenari
Fa mil anys, en aquest terme ja existia una comunitat petita però amb una forta voluntat de ser, com ja s'ha esmentat anteriorment, documents de l'època donen notícia de l'existència de Sant Cristòfor, i confirmen que al seu voltant hi havia una comunitat. La paraula domus que es troba en el document de l'any 981 pot tenir més d'una interpretació: correspondre a una cel·la monàstica per afavorir el repoblament que en aquell moment es realitzava per iniciativa del monestir de Sant Cugat; o que, seguint els preceptes de Carlemany, fou construït al seu costat un hospital per hostatjar als vianants que es trobaven en una jornada de camí de Vilafranca a Barcelona; o que, des del principi, fos construïda pels aprisiadors que s'instal·laren al terme del castell d'Eramprunyà quan es va fortificar la línia de la frontera del Llobregat. De totes maneres una església esdeve parròquia quan s'interpreta el seu sentit cristià, que equival a "els que viuen en torn", habitatge temporal que els homes troben en la terra entorn de l'església.
Totes aquestes referències foren suficients per justificar la celebració del mil·lenari de Begues. Així, l'any 1994, les historiadores Conxita Solans i María Rosa Bondia, després de la investigació que durant dos anys havien fet a l'arxiu parroquial, van proposar a l'ajuntament i a l'associació de veïns la col·laboració per celebrar aquest esdeveniment. Un cop superat aquest tema, s'havia de tenir un logotip del mil·lenari i en Zequi el va dissenyar. Aquest logo segueix donant la benvinguda a les dues entrades del poble.
Les mateixes historiadores que havien proposat la celebració del mil·lenari van escriure un petit llibre:´Terra i homes a Begues´, amb les dades que teníen en aquell moment de la història del poble amb el suport d'en Fulgenci Tutusaus que va facilitar les fotografies antigues. Aquest llibre es va fer sobretot perquè quedés com a record de la celebració junt amb el pòster que es va regalar a cada casa del poble amb la reproducció del document que s'havia trobat al cartulari de Sant Cugat del testament de Galindo, escrit en lletra carolíngia i en llatí. Al pòster per una banda hi havia una còpia del testament tal com era i per l'altra la traducció en català.
Es va organitzar un concurs de dibuix pels alumnes de les dues escoles de primària des de 1r a 8è d'EGB amb el lema “com era Begues fa 1.000 anys”. Aquest concurs pretenia que els mestres expliquessin a les aules que estàvem celebrant i que els nens s'imaginessin com podia ser el poble llavors. Els professionals en el tema Joana Farret i Lluis Rizo van formar part del jurat
També es va organitzar un cicle de tres conferències, la primera a càrrec de María Rosa Bondia i les dues altres amb historiadores que havien treballat en els seus doctorats temes relacionats directament o indirecta amb Begues. Gemma Tribó va parlar sobre l'economia agrària del Baix Llobregat i Dolors Sanahuja de la Baronia de l'Eramprunyà
Tot i el poc temps de què es va disposar i l'escassetat del pressupost obtingut, la celebració del mil·lenari va tenir una gran acceptació entre els beguetans.
El 17 de setembre d'aquell mateix any, en els actes de cloenda, va participar l'arquebisbe de Barcelona, Ricard Maria Carles, amb una missa solemne amb l'acompanyament de la coral Montau i a la qual assistiren el president de la Generalitat, Jordi Pujol, i el conseller d'Ensenyament Joan M. Pujals.

## Anècdotes
Els habitants de Begues antigament eren coneguts com a encantats.
L'asteroide (68325) Begues és dedicat a la vila i es va descobrir des de l'observatori ubicat a la població.
L'octubre de 2012 es va trobar a Begues l'estatueta prehistòrica de ceràmica més antiga de la península Ibèrica, coneguda com l'encantat de Begues.
Begues és una de les localitzacions de la pel·lícula Kuaican che (estrenada en castellà amb el nom de Los supercamorristas); estrenada el 1984 i protagonitzada per Jackie Chan. En la pel·lícula hi apareix l'església Sant Cristòfol de Begues i el Camí Ral, on el personatge d'en Jackie Chan, Tomàs, hi viu. Kuaican che va ser un èxit en el mercat oriental, sobretot al Japó, i va estar nominada als Hong Kong Film Awards.